# Joannes Rivius
Joannes Rivius (Leuven, 11 juli 1599 – Regensburg, 1 november 1665) was een Zuid-Nederlands humanist en godgeleerde. Bij het overlijden van Joseph Bergaigne werd hij benoemd tot bisschop van 's-Hertogenbosch, maar deze benoeming had geen verdere gevolgen doordat de Republiek der Zeven Verenigde Nederlanden zijn bisdom in handen hielden.

## Leven
Joannes Rivius werd geboren te Leuven op 11 juli 1599, als zoon van Gerardus Rivius en Joanna Bogaers. Hij bracht zijn eerste studiejaren door aan het Augustijnencollege. Zijn hogere studies voltooide hij aan de Leuvense universiteit, waar hij het tot hoogleraar in de retorica schopte.
Het is bekend dat hij in 1624 wijsbegeerte doceerde in Leuven, en dat hij in 1631 lector in de casuïstiek werd te Doornik. Nadat hij in Trier de graad van doctor behaald had, keerde hij terug naar Leuven, waar hij regent en hoogleraar in de Heilige Schrift werd in het Augustijnerklooster. 
Omstreeks 1637 werd Rivius prior van het Augustijnerklooster in Luik. Hij klom vervolgens op tot visitator en definitor, en in 1645 zelfs tot provinciaal. Nadat Joseph Bergaigne, de bisschop van Kamerijk en 's-Hertogenbosch overleden was, werd Rivius tot diens opvolger benoemd. Deze benoeming had echter geen praktische gevolgen, omdat zijn bisdom door de Republiek der Zeven Verenigde Nederlanden bezet werd.
Wanneer Rivius overleed, is niet duidelijk. De jaren 1653 en 1664 worden geopperd, maar de meest overtuigende hypothese is die van Jean-Noël Paquot, die Rivius' overlijden op 1 november 1665 in Regensburg plaatst.

## Werk
- Curtius, C., & Rivius, J. (1629). Poëmata. Antverpiae: Apud Henricum Aertssens.
- Moreau, C. (1631). Zodiacus mysticus, sive analogia zonae Augustinianae et caelestis (J. Rivius, Vert.). Tornaci: Ex Officinâ Adriani Quinque.
- Rivius, J. (1631). Panegyricus in Festo S.P. Augustini dictus Tornaci.
- Rivius, J. (1635). Diarium obsidionis Lovaniensis, ab exercitu Gallico et Batavico. Lovanii: Apud Petrum Pangartium.
- Rivius, J. (1638). Epicedium admodum Rev. in Christo patris Cornelii Curtii. Lovanii.
- Rivius, J. (1646). Vitae Divi Aurelii Augustini Hipponensis Episcopi et Ecclesiae Doctoris eximii ex operibus ejus concinnatae, rerumque ab eo gestarum & scriptarum libri quatuor. Antverpiae.
- R., J. (1651). Rerum Francicarum decades quatuor. Bruxellis: Typis Martini de Bossuyt.
- Rivius, J. (1661). Hieronymi Seripandi […] Doctrina Orandi sive Expositio Orationis Domin. Accessit Doctrina Credendi […]. Lovanij: Apud Viduam Bernardini Masij.

## Verder lezen
- Aa, A. J. van der (1874). Johannes Rivius. In Biographisch woordenboek der Nederlanden. (Vol. 16, p. 370). Haarlem: J. J. van Brederode.
- Ceyssens, L. (1967). L'Augustin Jean Rivius. Ses accointances avec le jansénisme. Augustiniana, 17, pp. 209-273.

- Bibliothèque nationale de France: cb10712841v (data)
- Biografisch Portaal: 81124022
- Gemeinsame Normdatei: 13170995X
- International Standard Name Identifier: 0000 0000 6174 2009
- Library of Congress Control Number: n2017021067
- Nederlandse Thesaurus van Auteursnamen: 069604681
- Réseau des bibliothèques de Suisse occidentale: 02-A025105696
- Système universitaire de documentation: 138540462
- Virtual International Authority File: 89355766